# Высотские
Высотские — дворянский род.

## Описание рода
Известны пять дворянских семей Высотских.
В Московской губернии два рода. Один внесён в III часть дворянской родословной книги Московской губернии в 1833 году, его родоначальником стал происходивший из древнего дворянского рода, вышедшего из Литвы, Григорий Иванович Высотский; его внук — генерал от инфантерии Виктор Викторович Высотский, правнук — филолог Сергей Сергеевич Высотский.
Другой род внесён в ту же III часть ДРК в 1831 году: ведёт начало от Григория Яковлевича Высотского, происходившего из духовного звания.
В 1888 году был внесён в III часть дворянской родословной книги Рязанской губернии род директора Рязанской Александровской учительской семинарии, директора народных училищ Рязанской губернии статского советника Николая Ивановича Высотского.

## Описание герба
В гербе Высотских был лес и лисица.

## Известные представители рода
- Высотский, Виктор Викторович (1857—1938)
- Высотский, Григорий Яковлевич (1781—1849)
- Высотский, Николай Иванович (1839—1896)
- Высотский, Сергей Сергеевич (1907—1986)